# ミネベア アクセスソリューションズ
ミネベア アクセスソリューションズ株式会社（Minebea AccessSolutions Inc.）は、宮崎県宮崎市に本社を置く自動車部品メーカーである。
本田技研工業の創設者、本田宗一郎が宮崎の地に近代産業を根付かせ、世界に通用するキーロックメーカーを育てようと、私財で設立した「株式会社ホンダロック」を源流とする。キー、ミラー、セキュリティシステムの製造を行っている。
また、サッカー部は日本フットボールリーグ（JFL）に加盟している。
2022年8月4日、ミネベアミツミによる完全子会社化が発表され、2023年1月27日に同社が本田技研から全株式を譲受したことにあわせ「ミネベア アクセスソリューションズ株式会社」へ社名変更した。

## 拠点

### 日本国内
- 本社 / 宮崎工場（宮崎県宮崎市）
- 広瀬工場（宮崎県宮崎市）
- R&Dセンター（栃木県塩谷郡高根沢町）
- 鈴鹿営業所（三重県鈴鹿市）
- 埼玉営業所（埼玉県川越市）

かつては富山県砺波市にも工場があったが、2013年9月末で閉鎖された。

### 海外
- HL-A CO., INC.（アメリカ合衆国）
  - ALABAMA PLANT
  - GEORGIA PLANT
  - Honda Lock R&D Center of OHIO
- Honda Lock do Brasil Ltda.（ブラジル）
- Honda Lock Sao Paulo Industria e Comercio de Pecas Ltda.（ブラジル）
- HONDA LOCK MEXICO S.A. DE C.V.（メキシコ）
- Honda Lock Thai Co., Ltd.（タイ）
- Honda Lock R&D Asia Co., Ltd.（タイ）
- PT. Honda Lock Indonesia（インドネシア）
- HONDA LOCK VIETNAM CO., LTD.（ベトナム）
- 本田制鎖（広東）有限公司（中華人民共和国）
- 本田制鎖（武漢）有限公司（中華人民共和国）
- 本田制鎖汽車零件研発（中山）有限公司（中華人民共和国）

### 関連会社
- ヒロセ精工（宮崎県宮崎市）
- 广瀬模具（中山）有限公司（中華人民共和国）

## スポーツチーム
- ミネベアミツミFC

## その他
2010年6月9日には中国子会社で待遇改善を求めたストライキが発生したが、18日までに終結している。